# Canoagem nos Jogos Pan-Americanos
A Canoagem nos Jogos Pan-Americanos foi introduzido em 1987 na edição de indianapolis em 1987.

## Quadro de Medalhas
Atualizado até 2015
| Lugar | Nação          |     |     |     | Total |
| ----- | -------------- | --- | --- | --- | ----- |
| 1     | Cuba           | 36  | 22  | 16  | 74    |
| 2     | Estados Unidos | 25  | 16  | 11  | 52    |
| 3     | Canadá         | 23  | 25  | 22  | 70    |
| 4     | Argentina      | 8   | 13  | 21  | 42    |
| 5     | México         | 6   | 9   | 12  | 27    |
| 6     | Brasil         | 5   | 15  | 16  | 36    |
| 7     | Equador        | 1   | 1   | 1   | 3     |
| 8     | Chile          | 0   | 2   | 1   | 3     |
| 9     | Venezuela      | 0   | 1   | 4   | 5     |
| 10    | Uruguai        | 0   | 0   | 1   | 1     |
| Total | Total          | 104 | 104 | 105 | 313   |

## Ligações Externas
- Sports123